# سلمى مومن
سلمى مومن (بالإنجليزية: Salma Mumin)‏، هي مُمثلة غانية.

## أعمالها
- الأرض المحايدة (بالإنجليزية: No Man’s Land)‏.
- جون وجون (بالإنجليزية: John and John)‏ (2017).

## روابط خارجية
سلمى مومن على موقع IMDb (الإنجليزية)